# La mia musica (Franco Ricciardi)
La mia musica è il quinto album del cantante napoletano Franco Ricciardi, pubblicato nel 1992.

## Tracce
1. Dimane
2. È troppo bello
3. 'O sole se ne va
4. Tesoro mio
5. Che vita è
6. N'ata vota
7. Si rieste ccà
8. Nun me so cagnato
9. 'A parià
10. Canzone mia